# Television X
Television X (tvx) är namnet på en serie pornografiskt orienterade TV-kanaler i Storbritannien som produceras av Portland TV, en gren av Northern & Shell, och som ägs av Richard Desmond. 2009 lanserades en ny logotyp som placerades på alla tvx-kanaler (tvx, tvx amateur och tvx brits). 

## Television X Girls
Bland de kvinnor som kontrakterats för Television X 2008 kan nämnas Suzie Best, Cathy Barry, Amber Leigh, Renee Richards, Keisha Kane, Cate Harrington och Donna Marie. I mars 2008 blev modellen Sammie Pennington ett nytt ansikte utåt för Television X. I juni 2008 övertogs den rollen av modellen av Sophie Price. 

## Webb-TV
2007 lanserades TelevisionX webb-tv. Censurlagarna (BBFC och Ofcom) var inte tillämpliga på denna form av media och Television X kunde därför sända hårdporr till sina kunder för första gången. 

## Utmärkelser
Kanalen fick titeln "Best Pay Per Night Adult Channel" av UK Adult Film and Television Awards 2008.  

## Framtiden
Television X har en Ofcom-licens för HD-service.